# Newsjacking
El newsjacking es una técnica de marketing que consiste en utilizar los eventos o situaciones de más actualidad, para que las marcas ganen notoriedad, un claro ejemplo de newsjacking es, que en algún tipo de evento deportivo un jugador golpee al otro y las marcas aprovechen ese momento para venderse.
No todas las acciones que intentan aprovechar un hecho puntual para impactar a la audiencia obtienen los resultados esperados. Para optimizar el impacto de un mensaje, es importante que se tenga en cuenta que existe un ciclo natural, que caracteriza a este tipo de evento noticioso y se debe usar con cuidado ya que el newsjacking con cualquier noticia puede terminar en una mala imagen para las marcas que les será muy difícil borrar de la memoria del público.
Por el contrario, si es bien utilizada la técnica del newsjacking los resultados suelen ser muy positivo tanto en términos de la notoriedad obtenida en comparación con los recursos empleados, como en términos de vinculación emocional con nuestros públicos.

## Características
- Nace de un evento noticioso
- Incremente la notoriedad de la marca
- Si es bien utilizada crea un vínculo positivo con el consumidor